# William Freeman Vilas
William Freeman Vilas (Chelsea, 9 luglio 1840 – Madison, 27 agosto 1908) è stato un politico statunitense.

## Biografia
Fu il trentatreesimo direttore generale delle poste degli Stati Uniti d'America sotto il presidente degli Stati Uniti d'America Grover Cleveland (ventiduesimo presidente).
Nato nello stato del Vermont si trasferì con la famiglia nella città di Madison, stato di Wisconsin nel 1851. Studiò all'università di Wisconsin (terminandola nel 1858), e poi legge ad Albany, New York, Una volta terminati gli studi tornò a Madison.
Sposò Anna M. Vilas, fu docente in legge nella stessa università in cui studiò, quella del Wisconsin (1868-1885)
Dal 16 gennaio 1888 - 6 marzo 1889 fu Segretario degli Interni degli Stati Uniti d'America.

## Riconoscimenti
La contea di Vilas è chiamata così in suo onore.